# Jove (Lugo)
Jove o Jové (en gallego y oficialmente desde 1985, Xove) es un municipio español perteneciente a la provincia de Lugo en la comunidad autónoma de Galicia. 
Se encuentra en la franja costera de la provincia de Lugo, en La Mariña, en la comarca de las Rías Altas del mar Cantábrico que, en contraste con las Rías Bajas del mar Atlántico, ofrecen un paisaje más abrupto con una costa muy recortada, buenos abrigos, un gran oleaje y mucha riqueza en pesca, además de espaciosas playas de arena blanca y fina, alguna de las cuales se encuentra todavía en estado semisalvaje de gran belleza.
Dentro del término y en la parroquia de Juances se encuentra la iglesia de San Pedro de Juances compuesta de tres naves de dos tramos con arco escarzano en la entrada.
Contiene otras iglesias de origen románico.
A finales de la década de 1970 se proyectó la construcción de la Central nuclear de Regodola, que no se llegó a ejecutar por la moratoria nuclear.

## Etimología
El origen del nombre es controvertido. Probablemente proceda del latín *(uilla) Iouii, indicando la pertenencia a un possessor llamado Iouius. Otra hipótesis es que provenga de un hidrónimo similar a *yo-upe, de origen paleoeuropeo.

## Organización territorial
El municipio está formado por ochenta y seis entidades de población distribuidas en ocho parroquias:
- Jove[8]
- Juances[8]
- Lago (Santa Eulalia)
- Monte[8] (San Isidoro)[7][11][10]
- Morás (San Clemente)
- Portocelo (San Tirso)
- Rigueira[8] (San Miguel)[7][12][10]
- Sumoas (San Esteban)[7][13]

## Geografía humana

### Demografía
Cuenta con una población de 3327 habitantes (INE 2024).
| Gráfica de evolución demográfica de Xove entre 1842 y 2021 |
| |
| Población de derecho según los censos de población del INE Población de hecho según los censos de población del INEEn estos censos se denominaba Jové: 1842, 1857, 1860, 1877, 1887, 1897, 1900, 1910, 1920, 1930, 1940, 1950, 1960, 1970 y 1981 |

## Deporte
El equipo de fútbol de la localidad, la Unión Deportiva Xove Lago, jugó en tercera división entre 1992 y 2004.